# Rote Büffel
Die Bewegung Rote Büffel (thailändisch ขบวนการกระทิงแดง, RTGS: Krathing Daeng, eigentlich „Rote Gaur“) war eine nationalistische, monarchistische und antikommunistische paramilitärische Organisation im Thailand der 1970er Jahre. Sie spielten eine Schlüsselrolle beim Massaker an Studenten und Aktivisten an der Thammasat-Universität am 6. Oktober 1976.

## Gründung und Aktivitäten

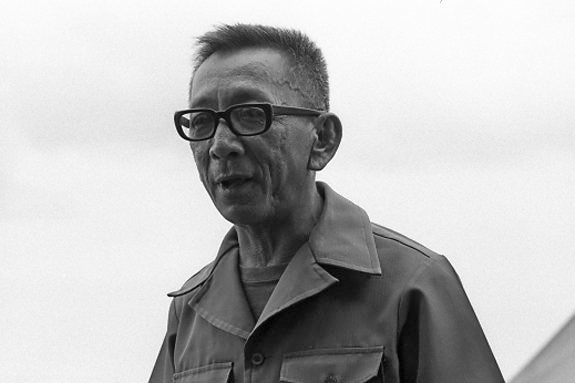
Sudsai Hasdin, mutmaßlicher Initiator der Roten Büffel

Die Bewegung wurde vom Kommando für Operationen der inneren Sicherheit (Internal Security Operations Command) der thailändischen Streitkräfte organisiert, um der Studentenbewegung nach dem demokratischen Volksaufstand im Herbst 1973 zu begegnen. Generalmajor Sudsai Hasadin wurde als Hauptinitiator der Bewegung genannt. Ab Mitte 1974 wurden die Einheiten der Roten Büffel mit Schusswaffen und Granaten ausgerüstet und traten fortan bewaffnet in der Öffentlichkeit auf. Sie genossen praktische Immunität von Strafverfolgung, wurden von Polizei und Armee nicht einmal verwarnt. Die Roten Büffel griffen gewaltsam Demonstranten bei den Protesten gegen einzelne Artikel der Verfassung von 1974, gegen amerikanische Militärbasen in Thailand, und gegen die Rückkehr der entmachteten Militärdiktatoren Thanom Kittikachorn und Praphas Charusathien an.
Im August 1975 überfielen die Roten Büffel die Thammasat-Universität und versuchten deren Gebäude niederzubrennen. Morde an Gewerkschafts- und Bauernfunktionären sowie progressiven Politikern, wie auch Granatenangriffe auf Menschenmengen wurden den Roten Büffeln zugeschrieben. Die Mitglieder der Organisation griffen oft Fotojournalisten an, die versuchten Aufnahmen von ihnen und ihren Waffen zu machen und verletzten diese. Die Bewegung griff in den Parlamentswahlkampf 1976 ein, indem sie Kandidaten und Parteien angriffen und drangsalierten, die sie als links empfanden. Daneben wurden die Roten Büffel eingesetzt, um Straßenbauarbeiter in Gegenden mit kommunistischen Aufständischen vor Angriffen zu schützen.

## Mitgliedschaft
Die ultraroyalistische Bürgerwehr konzentrierte ihre Aktivitäten in erster Linie auf Bangkok. Mitglieder der Roten Büffel waren hauptsächlich unzufriedene Berufsschüler aus der unteren Mittelklasse in Bangkok, junge Arbeitslose und Schulabbrecher. Die Schlüsselstellungen nahmen ehemalige Söldner der CIA in Laos und Vietnamkriegs-Veteranen wahr, sowie ehemalige Armeeangehörige, die aufgrund von Disziplinarvergehen entlassen worden waren. Die Krathing-Daeng-Kämpfer wurden aus öffentlichen Mitteln gut bezahlt, mit kostenlosem Alkohol versorgt und zu Trinkgelagen und Bordellbesuchen eingeladen.

## Geschichtliche Einordnung
Im Oktober 1973 hatten die Studenten eine wichtige Rolle bei der Zerschlagung der Militärregierung gespielt, doch enttäuschte die anschließende Zivilregierung ihre Erwartungen in puncto wirtschaftlicher Entwicklung. Die Vordenker der Roten Büffel nutzten die sozialen Spannungen zwischen den Berufsschülern und den Studenten geschickt aus und setzten jene als Straßenschläger im Stile der Faschisten ein. Ziel war es, politische Gegner einzuschüchtern und Terror zu stiften. Ihre Mitglieder waren im Oktober 1976 an dem Massaker an Studenten der Thammasat-Universität beteiligt, das zum Zerfall der Regierung und zum Staatsstreich durch die Militärs führte.